# جيمي ميرفي (موسيقي)
جيمي ميرفي (بالإنجليزية: Jimmy Murphy)‏ هو موسيقي ومغني وكاتب أغاني وعازف قيثارة أمريكي، ولد في 11 أكتوبر 1925 في برمنغهام في الولايات المتحدة، وتوفي في 1 يونيو 1981.

## وصلات خارجية
- جيمي ميرفي على موقع ميوزك برينز (الإنجليزية)
- جيمي ميرفي على موقع أول ميوزيك (الإنجليزية)
- جيمي ميرفي على موقع ديسكوغز (الإنجليزية)